# Institut Kurz
Institut Kurz é um grupo de laboratórios independentes, sediado em Colônia (Alemanha), no BioCampus, que fornece serviços de análise laboratorial, certificação e pesquisa para as indústrias farmacêutica e de alimentos. Está em operação desde 1973, quando foi fundado pelo Dr. Georg Kurz . 
Institut Kurz possui uma rede internacional representada em cinco cidades de diferentes países, incluindo Parma (Itália), Bangalore (Índia), Rio de Janeiro (Brasil), Assunção (Paraguai) e Xangai (China) .

## História

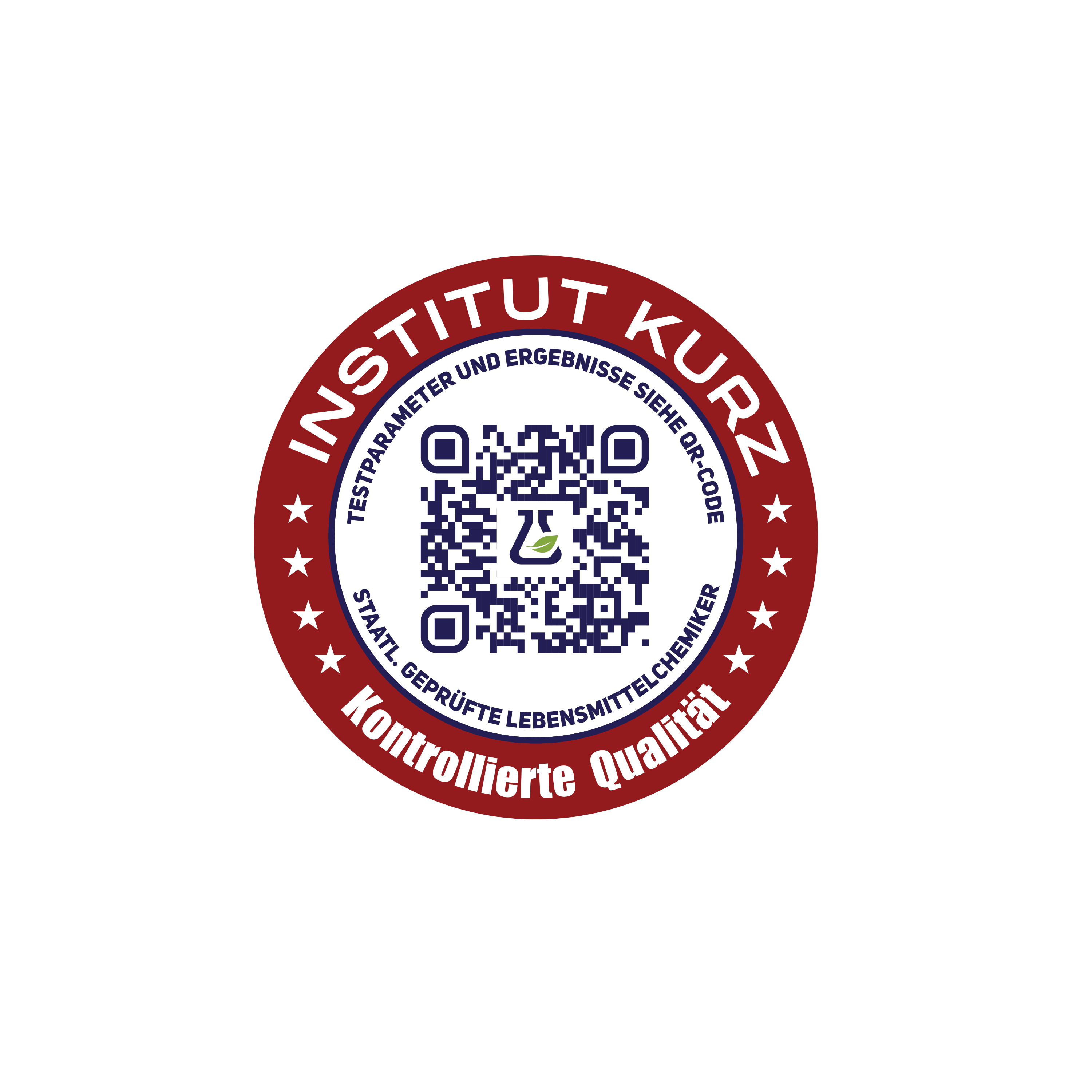
[https://www.institut-kurz.com/ Logo do Institut Kurz.

O Dr. Georg Kurz, um distinto especialista em qualidade de café e detentor de diferentes patentes sobre a descafeinação do café, iniciou suas atividades laboratoriais independentes no ano de 1973 em Colônia, Alemanha. Enquanto expandia seus serviços destinados ao café para análises de chá, bebidas, alimentos e cosméticos, ele foi chamado como professor visitante na Universidade de Bonn nos anos 80.
O professor Dr. Kurz vendeu seu laboratório em 2004 para o Dr. Helmut Weidlich. Desde então, o Institut Kurz promoveu a análise de alimentos funcionais, suplementos nutricionais, cosméticos funcionais, quantificando seus ingredientes e também seus efeitos no corpo humano.
Em 2012, o Istituto Kurz s.r.l. em Parma, Itália, foi fundado.
Em 2015, o Institut Kurz em Colônia mudou-se para sua nova propriedade no BioCampus Cologne.
Desde 2013, o Institut Kurz publica vários artigos de diferentes áreas de pesquisa, como ciências da saúde, biologia e química.

## Operações
O Institut Kurz desenvolveu diversas tecnologias de análise e é credenciado, de acordo com a DIN / EN / ISO 17025 pelo organismo de acreditação alemão DAkkS, para os métodos de teste listados no documento D-PL-14140-0100.
O laboratório também trabalha ativamente em pesquisa científica e consultoria para novos produtos alimentícios, suplementos e cosméticos.